# Put van Broekhoven

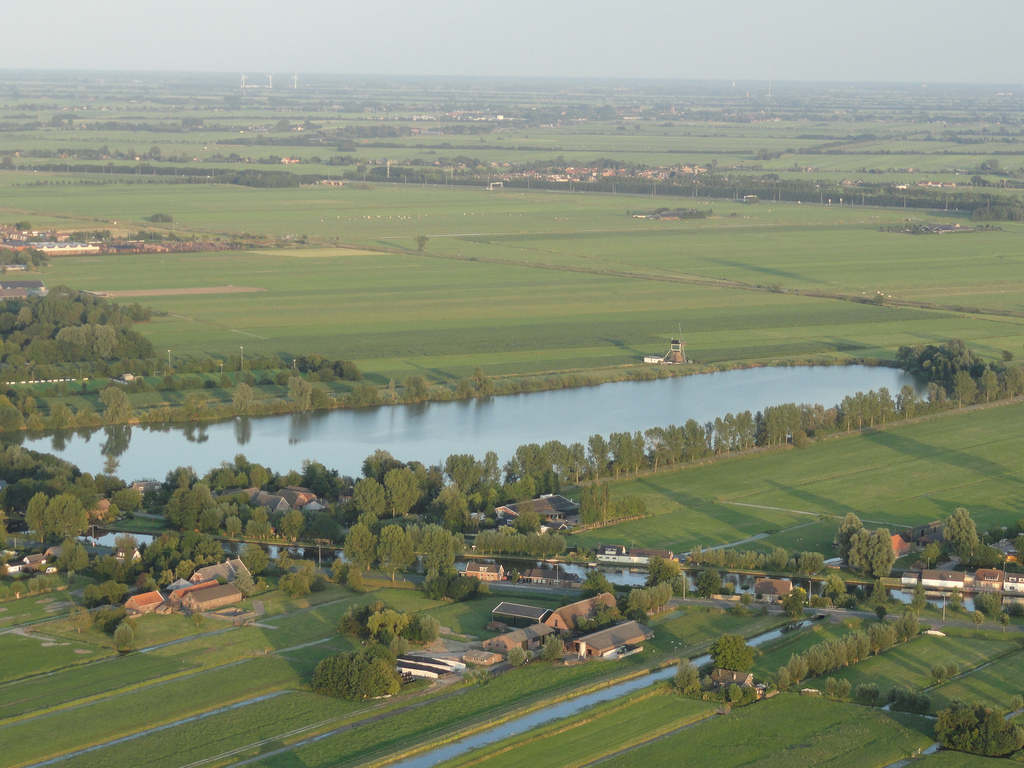
De put vanuit een luchtballon

De Put van Broekhoven is een oppervlaktewater nabij Nieuwerbrug in de Nederlandse provincie Zuid-Holland. De put is ontstaan door zandwinning ten behoeve van de aanleg van de A12. De put ligt in de Weijpoortsche polder net ten zuiden van de Oude Rijn en ten oosten van de Wierickerschans, naast de put ligt de Weijpoortsemolen. De put is niet aangesloten op het omringende watersysteem, en wordt daardoor gevoed met grondwater.

## Afgraving
Er is ongeveer 2 miljoen kuub zand afgegraven, tot een diepte van ongeveer 10 meter. Het zand zat onder een laag klei en veen, en werd met een speciaal aangelegde treinverbinding naar de nieuwe rijksweg vervoerd. In de zomer van 1937 kon het zand alleen nog met een zandzuiger worden gewonnen, die vanuit de Oude Rijn door middel van een sluizensysteem en een speciaal aangelegd kanaal kon worden ingezet.

## Naamgeving
De aannemer die de A12 in 1937 bouwde, heette J.P. Broekhoven.

## Recreatie
De put is gebruikt voor duiksportactiviteit. Op 3 april 1961 had de naburige vereniging De Goudse Sportduikers hier hun eerste buitenduik. Op 28 december 1961 werd hier ook de eerste ijsduik gehouden. Tot ca. 1990 kon er in de plas worden gezwommen, daarna werd het een vogelreservaat.

## Historie
In de put werd een speerpunt uit de Midden-Bronstijd opgegraven.